# 缨女教士螺
缨女教士螺（学名：Pythia fimbriosa），是原始有肺目耳螺科扁耳螺属的一种。主要分布于中国大陆，常栖息在潮间带。